# Towarzystwo Ziemi Głogowskiej
Towarzystwo Ziemi Głogowskiej – polskie stowarzyszenie działające na rzecz Głogowa i okolic.
Towarzystwo Ziemi Głogowskiej powstało w 1951, jednak w kolejnych latach działalność towarzystwa rozproszyła się na kilka organizacji. W 1965 ich działalność została ponownie skupiona, tym razem jako Głogowskie Towarzystwo Kultury, a od 1977 jako Towarzystwo Miłośników Głogowa. Powrót do nazwy Towarzystwo Ziemi Głogowskiej miał miejsce w 1995.
Celem działalności Towarzystwa jest m.in. popularyzacja, gromadzenie i upowszechnianie wiedzy o Głogowie i Ziemi Głogowskiej, ochrona dziedzictwa kulturowego i miejsc pamięci, pobudzanie inicjatyw społecznych na rzecz regionu. Cele realizowane są m.in. poprzez:
- prowadzenie działalności wydawniczej
- gromadzenie, opracowywanie i udostępnianie zbiorów własnych
- pozyskiwanie, zabezpieczanie, opracowywanie i udostępnianie dokumentów życia społecznego, jako materiałów wchodzących w skład niepaństwowego zasobu archiwalnego
- organizowanie konferencji, zajęć edukacyjnych, wycieczek[2].

Towarzystwo prowadzi działalność wydawniczą, publikując głównie książki o tematyce regionalnej, w tym wielotomową Encyklopedię Ziemi Głogowskiej. Projektem Towarzystwa jest także Internetowa Encyklopedia Ziemi Głogowskiej „Glogopedia”.